# Sierra de Omoa
Sierra de Omoa är en bergskedja i Honduras. Den ligger i den västra delen av landet, 200 km nordväst om huvudstaden Tegucigalpa.
Sierra de Omoa sträcker sig 55 km i sydvästlig-nordostlig riktning. Den högsta punkten är 2 238 meter över havet.
Topografiskt ingår följande toppar i Sierra de Omoa:
- Cerro Jilinco
- Cerro Negro
- Cerro Parado
- Cerro San Ildefonso
- Monte Coronilla
- Monte Guanal